# 大陽輋
大陽輋（英語：Tai Yang Che）是香港新界大埔區的一個地方，位於大埔之西南部近大帽山及林村谷一帶。現任村長是黃冬生，村內以黃姓為主。

## 著名景點
奇昇黃公祠

## 爭議

#### 五源村[來源請求]
五源村，是位於大陽輋東部的一條未被普遍承認的村落，由於長期與大陽輋西部居民缺乏溝通，造成了東部與西部的分化，令到東部長期處於獨立運作狀態。默默地，東部的居民的生活和文化都開始脫離大陽輋村，造成了村內的隔層。地理上，屬於大陽輋村，但無論在政治、管理、經濟等，與大陽輋村都沒有直接的關係，造就了五源地區的現況。

## 更多
- 麻布尾村
- 坪朗村
- 沙壩
- 林村